# Гаплогруппа N1a (мтДНК)
Гаплогруппа N1a — гаплогруппа митохондриальной ДНК человека. В настоящее время находится на грани исчезновения (её максимальное распространение в отдельных регионах Европы не превышает 0,18 — 0,2 % населения), однако была широко распространена в центральной Европе в эпоху неолита.
Гаплогруппа обнаружена в различных регионах Евразии и Северной Африки. Делится на европейскую, центральноазиатскую и африканско-южноазиатскую ветви по специфическим генетическим маркерам. Точное происхождение и пути миграции до настоящего времени не определены.

## Палеогенетика
Широкую известность в митохондриальная гаплогруппа N1a получила после публикации исследования Вольфганга Хаака, которое обнаружило данную гаплогруппу у 25 % исследованных скелетов неолитических земледельцев из Центральной Европы, принадлежавших к культуре линейно-ленточной керамики (7500 л. н.) — первой местной земледельческой культуре. Исследование образцов мтДНК разных периодов неолита и энеолита Балкан показало, что несмотря на значительное генетическое сходство различных неолитических культур, N1a встречается исключительно в популяциях линейно-ленточной керамики.
Исследование, хотя и пролило свет на палеоантропологию Европы, не дало ответа на вопрос о происхождении неолитических культур в Европе — занесены ли они мигрантами из Анатолии, как полагает большинство современных исследователей, или являются продуктом развития автохтонных мезолитических культур, как считают сторонники теории палеолитической непрерывности.
Хотя Леви-Кофман отмечал, что исследование ДНК палеолитических останков показало «отсутствие генетической непрерывности между современными европейскими и палеолитическими образцами», имеются и противоположные данные — например, Чеддарский человек из Англии с митохондриальной гаплогруппой U5b1.
N1a1a1 обнаружена у двух анатолийских земледельцев из местечка Бонджуклу (Boncuklu), живших 8300—7800 лет до нашей эры, и у двух земледельцев из Тепеджик-Чифтлик (Tepecik-Çiftlik), живших примерно 6 тыс. лет назад.
N1a1a1 обнаружена у индивида Troc5 (CET 5) стоянки Эльс Трокс (муниципалитет Бисаурри) в испанских Пиренеях, жившего примерно 7310—7206 лет назад (5310—5080 лет до н. э.).
N1a1a1a2 определили у представительницы культуры колоколовидных кубков из Богемии PRU005 (2400 лет до н. э.).
N1a1a2 определена у мумии из Абусира.
N1b1a5 определена у образца из Monte Sirai на Сардинии (конец V века до нашей эры).
N1a1a1 обнаружена у шведского образца VK232 с острова Готланд (900—1050 гг.), N1a1a1a1 обнаружена у шведского образца VK473 с острова Готланд (900—1050 гг.), N1a1a1a2 определена у британского образца VK264 из Дорсета (X—XI века) и у датского образца VK324 из Рибе (IX—XI века).
N1a1a1a1a обнаружена у образца со средневекового памятника IX—XI веков на озере Уелги (Челябинская область).

## Субклады
Приведенное ниже филогенетическое древо основано на публикации Манниса ван Овена и Манфреда Кайзера и последующих исследованиях:
- N
  - N1’5
    - N1
      - N1a’c’d’e’I
        - N1a’d’e’I
          - N1a’e’I
            - N1a
              - N1a1
                - N1a1a